# Tullgrenella melanica
Tullgrenella melanica är en spindelart som först beskrevs av Cândido Firmino de Mello-Leitão 1941.  
Tullgrenella melanica ingår i släktet Tullgrenella och familjen hoppspindlar. Inga underarter finns listade i Catalogue of Life.